# 整体
整体（せいたい）とは、日本語では主に手技を用いた民間療法、代替医療を指す。日本語としては、大正時代に用いられるようになった用語で、アメリカで誕生したカイロプラクティック・オステオパシー・スポンディロセラピーなどと日本古来の手技療法と組み合わせたものを、「整体」や「指圧」と名付けたのが始まりのようである。現在、俗に用いられる意味では、カイロプラクティック（脊椎指圧療法）に似た骨格の矯正（主に脊椎）を目的とした手技療法を指して使われることが多い。
なお、中国語の「整体」は全体、総体、または全体観（ホーリズム）という概念を意味しており、日本語の体の筋骨を整える治療技術を指す整体とは意味が異なる。たとえば「整体看護」は、プライマリーナーシング（受持看護師制、看護過程）の中国語訳である。中国語の整体は手技療法を意味しない。中国医学や中医学では、「整体」（整体観、整体観念）は基本概念のひとつである。人間の身体を一つの統一性ある有機体と見なし、万物を相互に関連付けるといった考え方を意味しており、ユナニ医学（ギリシャ・アラビア医学）やアーユルヴェーダ（インド伝統医学）にも同様の概念が見られる。全体観は、伝統医学においてはよく見られる考え方である。
日本語の「整体」と中国語の「整体」（整体観、整体観念）の意味は異なるが、本記事では主に日本語の整体について説明する。整体観についてはホーリズムを参照。

## 概説
現在の日本で俗に用いられる整体という用語は、カイロプラクティックに似た骨格の矯正（主に脊椎）を目的とした手技を指して使われることが多い。野口晴哉による整体操法（野口整体）が戦後有名になったことで、知られるようになった用語である。
京都府立医科大学大学院教授今西二郎編『医療従事者のための補完・代替医療 改訂2版』でボディワークの項を執筆した鍼灸師津田昌樹 は、整体という日本語は、大正時代にアメリカで誕生した手技療法・オステオパシーを「整体」と訳したのが始まりのようであると述べている。または、同じくアメリカで誕生した手技療法・カイロプラクティックの訳語としても用いられたともいわれる。（2001年の『プログレッシブ和英中辞典(第3版)』では、「整体術」に当たる英語として、chiropractic（カイロプラクティック）、osteopathy（オステオパシー）が掲載されている。）
大正期には、カイロプラクティック、オステオパシー、同じく脊椎に働きかける手技療法・スポンディロセラピー（脊髄反射療法） などがアメリカから導入された。これらの理論と技法を学んだ人々が、中国や南蛮（ヨーロッパ）の技術・理論を取り入れて発展した日本の手技療法などを導入してアレンジを施し、アレンジした自らの療法も整体、整体術と呼んだようである。オステオパシーを日本に紹介したパイオアニアで、後に整体操法制定委員会に参加した山田信一は、1921年（大正10年）の『山田式整體術講習録』（山田式整体術講習録）で、オステオパシー、プラナ療法（プラーナ療法）、精神療法を紹介し、オステオパシーは「整体術」「山田式整体術」などの名で日本に広まった。
「整体」という言葉が普及する契機となった野口晴哉による整体操法（野口整体）は、愉気といわれる触手療法、操法と呼ばれる手技、行気法、活元運動、整体体操、体癖論、潜在意識教育などの独特のアプローチからなり、人間に内在するという自然治癒力を発揮させることを目指すものである。野口は非常に多忙であったため、1回の施術に3分以上かけることはまれであったといわれ、整体操法はシンプルなものになった。また、整体法治療家の指田太志は、カイロプラクティックは日本で一定の知名度を得るまで 「整体」 と名乗って施術しているところが多く、混乱を招いていたと述べている。
徒手的治療法により種々の症状を改善することを目指す治療法は「マニピュレーション」と総称されるが、この代表的なものがカイロプラクティックとオステオパシーである。自然治癒力を活かすことと手技療法が中心であるという共通点があるが、治療哲学やアプローチの仕方は異なる。どちらも19世紀後半にアメリカで誕生した療法である。カイロプラクティックは脊椎間のサブラクセーション（亜脱臼、不全脱臼） を徒手的手技によって矯正（アジャストメント）し、身体機能を治そうとするものである。オステオパシーは、身体の異常な構造は体循環に悪影響を及ぼし、神経伝達や内分泌、体液の循環を阻害すると考え、脊椎だけでなくすべての筋肉や骨格、内臓器、頭蓋骨が手技の対象となる。脳髄液の循環の改善やリンパの流れの改善も目的とされる。カイロプラクティックとオステオパシーの理論・技法は、整体や指圧といった日本の手技療法に大きな影響を与えた。
整体に定まったやり方はなく、人によって理解・解釈は異なる。大正時代に日本に伝わったオステオパシーやカイロプラクティックなどの欧米伝来の手技療法を中心とする整体、日本武術の柔術や骨法などの流派に伝わる手技療法を取り入れた整体、中国医学の手技療法を用いる整体、各団体の独自の理論や思想などを加えた整体などが存在するともいわれる。民間療法であり、医療制度から見れば補完代替医療の一種 であるが、保険適用外であるため、通常医療と共に病院で補助療法として用いられることはない。法制度からは医業類似行為の一種とされる。「整体術」・「整体法」・「整体療法」 とも呼ばれる。明治末ごろから市井に出現した民間療法で、指圧、カイロプラクティック、オステオパシー、光線療法、電気治療などの手段を用いて保険治病の目的で業となす行為を「療術」というが、整体もこの一つとされた。療術は免許給付の法律もなく、昭和期まで法的には野放しになっていた。整体やカイロプラクティック等と呼ばれる法的資格制度のない手技による業は、術者の技術水準や医学的知識、安全対策方法が全く定まっておらず、神経障害を引き起こしたり、骨折や脱臼等の重篤な健康被害を発生させる場合があり深刻な問題となっている。
なお柔道整復（接骨・整骨・ほねつぎ）は法で定められた国家資格を有した者が行う医業類似行為であり、急性の骨折、脱臼、打撲、捻挫、挫傷のケガの施術を行っているので、整体やカイロとは完全に区別され似て非なるものであるが、柔道整復師が業務中の施術方法で整体術やカイロを施す場合も存在している為、非常に判りづらい状態ではある。

## 歴史
明治維新で日本に海外の情報が大量に流入するようになった。また明治政府は祈祷や占術、修験道を廃止しようと禁止令を出した。それまで修験山伏が引き受けていた日常の苦しみ・痛みを直接的に解決してくれる呪力へのニーズを引き受ける形で、海外から伝来したメスメリズム・催眠術などと日本の修験道・呪術文化が合わさって生まれたのが「霊術」である。霊術家は明治30年ごろから活動を始め、昭和5年ごろには推定3万人ほどであったという。霊術は、現在の新宗教のルーツの一つでもある。霊術の歴史を研究した井村宏次 は、霊術家が使う治療術として次のものを挙げており、これには手技療法が含まれる。祈祷、手当てなどの信仰療法・心霊療法と手技などの物理療法を併用して治療することが少なくなかった。

1. 霊術：38%（気合術、霊動術、精神統一法、危険術、祈祷、交霊など）
2. 療術：21%（お手あて、プラーナ療法、カイロ整体などの手技、紅療法 など）
3. 精神療法：23%（暗示、催眠、精神療法など）
4. 心霊系霊術：7%（心霊治療、超能力治療など）
5. その他の療法：2%（精神道徳運動を背景にした健康法、断食、体操など）

当時の日本の霊術家は、医療制度と技術の不備を背景に活動するアウトロー、アウトサイダーであった。霊術には西洋近代医学による正規の医療に足りない部分を補完する面があり、大正期には当局から黙認されていた。特に精神疾患の治療は当時の通常医療でできることは限られており、民間の霊術や精神療法の役割が大きかったためである。霊術の大ブームで多くの霊術家が生まれたが、玉石混交であり、誇大広告や子供だましの施術、イカサマ師、詐欺師、催眠術を悪用して犯罪を行う者などがいたため、警察は霊術への警戒を強めた。医師会識者たちは、施術内容の医行為との抵触、非衛生的施術、誇大広告による医療への妨害などの問題から霊術・療術を批判した。霊術の業界は、大衆の支持を背景に、政府に霊術の公認と制度化の陳情を繰り返したが、霊術は警察の医師法違反事件としての追求が激しくなるにつれ駆逐されていった。昭和5年には、療術・霊術を行うには届け出が必要であること、広告の制限などを含む警視庁令が出された。霊術などの非正当医療の担い手たちは、似非宗教の教祖と療術師に名を変え、療術への規制も厳しくなると、健康法指導者などに看板を書き換えることとなった。霊術は、戦後GHQに禁止されたことで、おおよそ終焉をむかえた。現在では霊術・療術はほぼ死語となっている。
大正から昭和初期には、アメリカから手技療法が導入され、従来の日本的、中国的な手技療法（手技療術）・民間療法に影響を与え、大いに発展した。大正期には、のちに整体操法委員会に参加する山田信一によって、アメリカからオステオパシーが日本に紹介された。山田の『山田式整體術講習録』（山田式整体術講習録、1921年）では、1巻でプラナ療法（プラーナ療法）、2巻でオステオパシーの原理、3巻で精神療法が説明されており、講習所の教科書として用いられた。山田はオステオパシーと他の療術と合わせて編み出した方法を「整体術」として紹介したため、オステオパシーは「オステオパシー」ではなく「整体術」「山田式整体術」などの名で日本で普及・発展したといわれている。カイロプラクティックの導入はオステオパシー導入より少し遅い。これらやスポンディロセラピーといった脊椎に働きかける手技療法が導入され、このうちオステオパシー、もしくはオステオパシーとカイロプラクティックが「整体」「整体術」と訳されたようである。これらアメリカ伝来の手技療法に、様々な技術が取り入れられて日本で発展した。様々な工夫がなされ、治療家は自分の治療法をオリジナルとして独自の名前を付けることも多く、ある「整体」が何をベースに何の影響を受け、どのような経緯で現在の形になったかは、しばしば忘却されたり誤解されている。大正～昭和期には様々な手技療法があり、「正體術」（正体術）・「正胎」・「整胎術」 と呼ばれるものもあった。『整體醫典』（整体医典）を著した平賀臨、指圧の祖といわれる玉井天碧、体のゆがみを整える健康体操「正體術」（正体術）「正體術矯正法」（正体術矯正法）の高橋迪雄 (療法家)、鍼灸を学び平田式心理療法（熱針術）という温熱療法を提唱し、肥田春充（1883年 - 1956年）の肥田式強健術の影響を受け経絡式中心操練法を考案した平田内蔵吉（1901年 - 1945年） などの療法家がいた。戦後は野口晴哉の整体操法（野口整体）や、正體術にヒントを得て医師・橋本敬三（1897年 - 1993年）が作った操体法などが有名になったが、これらは整体の源流の一つといわれる。霊術家の弟子であった野口晴哉が整体に与えた影響は大であるが、彼の整体操法（野口整体）の脊椎操法は、アメリカ伝来の療法の影響を多分に受けていると考えられている。
整体と呼ばれる療法は、日本古来の柔術と中国伝来の拳法が生み出した「活法」・「骨法」 として受け継がれてきた救急蘇生術、活法に南蛮（ヨーロッパ）渡来の外科と蘭学由来の解剖がもたらした知識が織り交ざって誕生した整骨（せいこつ、ほねつぎ）、中国から伝わり日本で独自の発展をした鍼灸、中国医学の推拿（すいな）から日本固有の発展をした按摩（あんま）、漢方医学や民間に伝わるさまざまな治療法の技術、また治療法に限らず、呼吸法、気合術、昔からのお産の知恵など、近代医学（西洋医学）を支える解剖学・生理学・病理学など が、当時の施術家たちの独自の工夫や独自の思想 によって混ざり合っており、定まったやり方はない。指田太志は、オステオパシーやカイロプラクティックなどが入ってくる以前、日本の手技療法は、ほとんどが経絡及び経穴（つぼ）という身体観を持つ中国医学に始まる漢方理論によるものであり、経絡及び経穴に対する働きかけが中心で、背骨やその周囲に働きかける、脊椎そのもの可動性や弾力を調整するという発想は、あったとしてもごく少数派だったと思われると述べている。活法や整骨は骨折など怪我の治療が主眼であり、これも脊椎療法とは異なる。日本での脊椎に働きかける手技療法の隆盛は、大正期以降のものであると考えられる。
1911年（明治44年）、内務省（今の厚生労働省）は日本の伝統的手技療法・按摩術を免許制にし、次いで1920年（大正9年）にマッサージに対する取り締まりを行った。この流れに対し、1943年（昭和18年）には東京治療師会内に手技療術の法制化を目的とした組織「整体操法制定委員会」が設立され、野口晴哉を中心に全国の療法家が集まって、それぞれの経験と理論を活かし、統一された新しい「整体操法」を作ろうとした。野口晴哉『整体操法読本 巻一』によると、参加者は委員長の野口晴哉（精神療法）と13名の委員、梶間良太郎（脊髄反射療法）、山田信一（オステオパシー）、松本茂 (治療家)（カイロプラクティック）、佐々木光堂（スポンディロセラピー）、松野恵造（血液循環療法）、林芳樹 (治療家)（健体術）、伊藤緑光（カイロプラクティック）、宮廻清二（指圧末梢療法）、柴田和通（手足根本療法）、山上恵也（カイロプラクティック）、小川平五郎（オステオパシー）、野中豪作（アソカ療法）、山下祐利（紅療法）、その他に美濟津貴也（圧迫療法）他3、4名の臨時委員がいたという。委員には、民間に伝来した療術の治療家もみられるが、脊椎を中心とした人体の関節を調整することで全身の機能を改善することを目指すアメリカ発祥の手技療法の治療家で、業界のパイオニアであった人物が多い。整体操法は脊椎の観察を主眼とし、尾骨、腹部など各パーツごとの専門家たちの手法が取り入れられている。整体師の浜田貫太郎は、整体操法では理論と実際の手技が乖離しているように感じられることがあるが、これは異なる療法を折衷しているためであると述べている。当時腹部の操法で有名だった療術家の永松卯造も委員会に参加し貢献しているが、約15年後に厚生省医務局編纂の指圧教本の指圧基本型制定委員となり、指圧の基本形の制定に関わっている。
野口はこの整体操法をさらに発展させ自らの療法を作った。整体操法はオステオパシーやカイロプラクティックの影響を大きく受け、脊椎の観察と操法（手技療法）を重視するが、アプローチの仕方はかなり異なるという。指田太志は、オステオパシーやカイロプラクティックでは、脊椎の転位（ずれ）を正すことに重点が置かれ、手技療法がおこなわれるが、整体操法では、ずれをすぐに戻すことはせず、自然に戻るよう生活や体の使い方を修正し、自分の体の中の力で治るよう手伝うことを重視すると述べている。
手技療術の標準型として制定された整体操法は、その後大日本療術師会においても承認・採用され、全国的な手技療術の標準型となる予定だった。第二次世界大戦の影響もあり、統一化・法制化の試みはうまくいかなかった。
野口は戦後間もない昭和22年（1947年）に「整体操法協会」 を設立し、整体操法の指導者育成に取り組んだ。整体操法制定委員会の主要委員の多くは、この整体操法協会の活動に引き続き参加していたといわれている。それから約10年後、野口は治療に対する考え方の相違から委員たちと別れ、他の委員も元々自分が行っていた療法に戻った。野口は「病気を治すことよりも人間本来の力を引き出して健康に導く自らの活動を 「体育」 と位置づけ、「治療」 を捨てることを決意」したという。野口の整体操法は「野口整体」とも呼ばれている。整体という言葉は野口晴哉によって広まった。戦後野口は山口県で復員兵の職業訓練として整体操法の講義を行い、これを契機に野口の整体操法は世間に知られるようになった。この系統も続いており、野口の生前・没後に整体協会を離れて独自に活動している治療家もいて、そこでも整体操法の継承は続いている。浜田貫太郎は、現在の整体のもとを辿ると、整体操法制定委員会、整体操法協会、山口県の職業訓練に行き着くと述べている。また野口晴哉に師事した哲学者・津田逸夫（1914年 - 1984年）によって、合気道とともに整体もヨーロッパに紹介された。野口は自らの治療方法と理論、哲学を広く教え、昭和51年（1976）に没した。野口は著作『碧巌ところどころ』の「我は去る也」という遺稿で、自分は伝え授けることをいろいろしてきたが、自分では伝えたつもりでも何も会得しなかった人のほうが多かったという、慚愧のようなことを述べている。
矢上裕が創設した「自力整体」のように、不調を感じる人間が自ら行う健康法で整体と名乗る例もみられる。また導入した技法や思想を示すため「カイロ整体」「整体マッサージ」「経絡整体」「ヨガ整体」などと名乗ったり、施術の目的を冠して「美容整体」「小顔整体」などと名乗る治療院・サロンもみられる。日本で発展した「整体」の流れとは関係なく、単に「体を整える」という意味や「整体」の知名度にあやかる形で、整体を名乗る療法家もいる。外国の手技療法を日本に導入し、国名などと組み合わせて独自に命名する例もみられる。例えば現代日本では、現代中国で行われる中医学の推拿がしばしば「中国整体」と呼ばれているが、中国医学・中医学で整体とは「整体観」のことであり、中国で推拿を整体と呼ぶことはない。近年では、整体を学べるとする専門学校や整体院での教室も乱立し、学校を経営する団体などが民間資格を発行している。教育レベルは「玉石混交」であり、理論・技法は多種多様である。日本の民間団体が中国の大学や団体と提携し推拿の民間資格を発行するなど、手技療法では海外の大学・団体と日本の民間団体が組んだ教育ビジネスも見られる。現在も整体は整体師・各営利団体によって更に変貌を続け、様々な独自の手法、独自の思想、独自の理論が展開されており、整体を名乗る療法を統一した手技療法とすることは困難であるとされる。

## 施術の特徴
整体は、理論・技術共に統一されていないため、整体を冠する療法家それぞれが、自説を展開している。大正～昭和期の成立の経緯から、カイロプラクティックの様な科学的・物理的手法と、中国医学・漢方医学の経絡理論・通常医療で臨床に使われる内臓体壁反射 などの理論の混合形となっている。
体全体の骨格を形作る関節（脊椎・骨盤・肩甲骨・四肢・顎関節等）の歪み・ズレの矯正と骨格筋のバランス調整などを主に手足を使った手技（道具は、あくまで補助として使用する）で行う施術である、体幹から四肢への脈絡の流れを良くし脈絡改善によって各症状の改善を期待する健康法である。
整体師の施術は、国家資格である柔道整復、あん摩、マッサージ、指圧とは異なる。その施術は末梢が対象ではなく、中枢を対象にした施術である。施術自体は（整体）操法、整体療術とも呼ばれる。

## 整体の資格
整体師や整体を名乗るのに規制は無いため誰でも整体師として開業ができる。多くの整体の学校があるが、その教育レベル・教育内容には著しい差がある。整体師養成校と銘打つ機関は、日本の教育基準法・基本法に則ったものではないため、通っていても法的に学生の身分では無い。またその就学期間も数日から2年程度とバラバラであり、且つ生徒に同経営グループの運営する整体院にて、実習と称して実質従業員として労働させている事例も多い。卒業しても何ら公的な資格は得られず、あくまで自称整体師と名乗るのみである。カリキュラムに問診や検査法などの診察行為を教える旨、表示している養成校もあるが、法律上は無資格であるため業として診察行為を行えば医師法第17条違反となる。

## 施術の技術水準と健康被害
厚生労働科学研究費補助金による報告書では、整体やカイロプラクティック等と呼ばれる法的資格制度のない手技による医業類似行為は、施術者の技術水準や施術方法がばらばらな状況にあると指摘されている。津田昌樹は、技術や知識のレベルには極端な個人差があると述べている。整体やマッサージ等の器具を使用しない手技による医業類似行為による健康被害は問題視されており、国民生活センターには、2007～2012年度で、危害が発生したという相談が825件寄せられており、件数は増加している。消費者庁が2017年5月に発表した資料によれば平成21年9月から平成29年3月末までの間、法的制度のない手技による健康被害が1483件、うち一ヶ月以上の事故が240件報告され、そのうち整体はそれぞれ467件、80件と手技別で一番多い。整体を含むこれらの手技による医業類似行為についても、一定以上の安全性を担保するためのガイドライン等を作成するよう要望している。また行政に対しては、整体等の法的な資格制度のない施術については、過去の最高裁判所の判例の主旨に基づき、人の健康に害を及ぼすおそれがないように指導を行うこと、消費者が「法的資格制度のあるあん摩マッサージ指圧もしくは柔道整復を行う施術所」と、整体等の「法的資格制度のない施術を行う施術所」を簡単に区別できるよう、関係機関に注意喚起を行う等の対策を講じるとともに、消費者に対する周知・啓発を行うよう要望している。

### 効果・禁忌対象疾患
整体は技術が整理・体系化されておらず、統一的に扱うことが困難であるため、公が言及することは少ない。カイロプラクティックなどに対する公の見解がしばしば参考にされる。
厚生労働省は、カイロプラクティック療法が対象とすることが適当でない疾患として、厚生労働省通達 において、「一般には腫瘍性、出血性、感染性疾患、リュウマチ、筋萎縮性疾患、心疾患等とされているが、このほか徒手調整の手技によって症状を悪化しうる頻度の高い疾患、例えば、椎間板ヘルニア、後縦靭帯骨化、変形性脊椎症、脊柱管狭窄症、骨粗しょう症、環軸椎亜脱臼、不安定脊椎、側彎症、二分脊椎症、脊椎すべり症などと明確な診断がなされているものについては、カイロプラクティック療法の対象とすることは適当ではないこと。」と述べている。また「カイロプラクティック療法の手技には様々なものがあり、中には危険な手技が含まれているが、とりわけ頚椎に対する急激な回転伸展操作を加えるスラスト法は、患者の身体に損傷を加える危険が大きいため、こうした危険の高い行為は禁止する必要があること。」と述べてる。以上の通達が整体に当てはまるかどうかは不明である。
臨床研究はほとんど行われていない。「免疫力を高める（アトピーが治る）」「脳の成長の促進」「夜泣きが減る」などと謳った乳幼児に対する施術に医学的根拠はない。
整体ではしばしば「骨盤のゆがみを直す」といった表現がなされるが、通常医療の診断において「骨盤のずれ、歪み」は緊急を要する重傷扱いになっている。ただし、通常医療のサブラクセーション（亜脱臼、不全脱臼）と、カイロプラクティックのサブラクセーション・オステオパシーのリージョンと同様に、整体と通常医療では認識が異なる可能性もあるが、整体には統一された理論はないため、人によって考えは異なると思われる。脊椎側彎症に関しては、日本側彎症学会では、手技による脊椎側彎症への施術、側弯角度の改善・完治に関して医学的な根拠はないとの立場を取っている。通常医療では、生活に支障をきたす背骨の歪みなどは矯正装具や外科手術による治療が行われる。

## 法律上の問題

### 国家資格療術業との軋轢
医業類似行為を業として行うことに対して、1960年最高裁判所昭和35年1月27日大法廷判決は無免許での医業類似行為を禁止することは合憲である旨、判示したが、禁止処罰するには人の健康に害を及ぼすおそれの認定が必要なことを判示した。これが半世紀を経た今日まで 「人の健康に害を及ぼすおそれがない以上、法律に違反しない」 ため、業として行うことの事実上の根拠となっている。
しかし、主に国家資格者であるあん摩マッサージ指圧師・はり師・きゅう師や医療従事者からは、「骨折や脱臼、神経麻痺などを起こすおそれがある。また、悪性腫瘍などの重大疾患が隠れているような場合に、医療機関への受診遅れにもつながりかねない。したがって、整体は 「人の健康に害を及ぼすおそれがある医業類似行為であり、国家資格化されずにこれを行うことは国民の利益に反する。」 「医業類似行為と人の健康に害を及ぼすおそれがないというのは矛盾する。良い方向へ作用するものは、悪い方向へも作用する可能性を秘めている。」 などと懸念されている（後述）。
近年、特にチェーン展開のスーパー銭湯内の整体店などで多く見られるが、法逃れの為に整体の看板を隠れ蓑に客を寝かせ安易にアルバイトが背中や腰を押すだけと言った、実質的にマッサージ行為を行っている違法の悪質業者も多く散見される。

### 名称
昭和31年の厚生省医務局長あて三重県衛生部長照会「本県下の医業類似行為者で指圧および電気療法を業とするものが、この施術所に次のような名称を使用していますが、これは「あん摩、はり、きゅう及び柔道整復師法」第七条第二項違反と解してよろしいか、何分の御指示をお願いします。米国式物理的人間整体ドック、物理的人間整体ドック、人間整体ドック」に対し、「いずれも、あん摩師、はり師、きゅう師及び柔道整復師法第七条第一項違反と思料する。」と回答された。

### 医業類似行為として
医業類似行為を行なって良い者は、あん摩マッサージ指圧師、はり師、きゅう師及び柔道整復師である（あん摩マツサージ指圧師、はり師、きゆう師等に関する法律 (あはき法) 第一条／第十二条）。それ以外の療術業は昭和二十三年四月一日迄に開業届を出した者だけである（旧「あん摩、はり、きゆう、柔道整復等営業法」第十九条）。
「あん摩マッサージ指圧・はり・きゅう・柔道整復」 以外の医業類似行為については、「当該医業類似行為の施術が医学的観点から少しでも人体に危害を及ぼすおそれがあれば、人の健康に害を及ぼす恐れがあるものとして禁止処罰の対象となる」 とされている。
- 整体師は医師法に定める医師でないため、「医師」 の名称使用は法で禁じられている(医師法第十八条)。ドクターの名称についても医師との紛らわしさを防ぐために、医療系のドクターでない旨専門分野を明らかにして表記しなくてはならないと厚生労働省の通知がある。
- 整体師は医師ではないため、「病院」「療養所」「診療所」「診察所」「医院」、その他病院又は診療所に紛らわしい名称を付けることは法で禁じられている(医療法第三条)。
- 整体師は医師ではないので診断を伴う診察を行うことはできない。具体的には医学で使用されている病名を判断してはならない（「胃潰瘍である」 とか 「腱鞘炎である」 など）。また外科的手術、注射、はり（鍼）、灸、マッサージ、麻酔、レントゲン撮影、さらには血圧を測ることも医師法など医療関連法により禁止されている。
- 整体師は医師でないので既往症を聞くなどの問診はできない。また触診、視診等の表記は医師によるものに限られる為明記していた場合医療関連法に抵触する[58]。
- 整体師は医師でないので投薬や服用の指示は出来ない。
- 整体師は薬剤師ではないので医薬品を調合・交付出来ない。
- 整体師は登録販売者ではないので一般用医薬品を販売出来ない。医薬品医療機器等法上薬ではない湿布様のもの（冷却シートなど）は販売可能。
- 整体師はあん摩マッサージ指圧師、はり師、きゅう師及び柔道整復師ではないので、当該国家資格を持たない限りあん摩・指圧・マッサージ・はり・灸・接骨、整骨等は禁止されている。(あはき法第一条／第十二条、柔道整復師法)
- 整体師は公的資格ではない。昭和二十三年四月一日迄に開業届を出した者以外は医業類似行為は認められていない（あはき法第一条／第十二条／第十九条）。医業類似行為を行い、それが著しく好ましくない結果をもたらした場合、刑法の定める業務上過失傷害罪などに問われる。
- 施術実績などの広告を出すこと、効果のある病名を掲示すること、「○○流□□派」 などの流派の誇示は、あはき法第七条によって禁止されている[59]。

### 指圧に含まれるか
厚生労働省では、宮城県衛生部長による「次の療法について、あん摩マッサージ指圧師、はり師、きゅう師、柔道整復師等に関する法律の適用上疑義が生じたので折返しご教示願います。1.この療法は一八九五年米国のダニエル・ダヴィッドパーマーによって創案され、手技により脊椎の不全、脱臼を矯正する方法で脊椎矯正療法ともいわれているが、これを指圧に含めてよいかどうか。」 との疑義照会に対して、昭和47年7月9日付で旧厚生省医務局長が 「御照会のカイロプラクティック療法は、脊椎の調整を目的とする点において、あん摩、マッサージ又は指圧と区別され、したがって、あん摩、マッサージ又は指圧に含まれないものと解する。」と回答している。ここでのカイロプラクティック療法に当時整体が含まれていたかどうか、現在整体と呼ばれる多種多様な療法が含まれるかどうかは不明である。

## 研究
病院で通常医療と共に行われることはなく、臨床研究は整体師によりごくわずかに試みられているが、ほとんど存在しない。整体は技術・理論ともに統一されていないため、整体を名乗るある流派のある症状に対する治療について臨床研究が行われても、その結果を整体を名乗る療法すべてに当てはめることはできない。